# Cichlasoma bimaculatum
Cichlasoma bimaculatum és una espècie de peix de la família dels cíclids i de l'ordre dels perciformes.

## Morfologia
Els mascles poden assolir els 12,3 cm de longitud total.

## Distribució geogràfica
Es troba a Sud-amèrica: conques de l'Orinoco a Veneçuela i de l'Amazones. També a les Guaianes (des del riu Essequibo fins al riu Sinnamary).